# Antiblemma quarima
Antiblemma quarima är en fjärilsart som beskrevs av William Schaus 1901. Antiblemma quarima ingår i släktet Antiblemma och familjen nattflyn. Inga underarter finns listade i Catalogue of Life.